# Marko Jovanović (cestista)
Marko Jovanović (in serbo Марко Јовановић?; Niš, 6 gennaio 1982) è un ex cestista serbo.

## Palmarès
- Coppa di Germania: 1

Colonia 99ers: 2004